# Office Line Evolution
Sage 100 steht für eine Enterprise-Resource-Planning-Software (ERP) des Unternehmens Sage. Ursprünglich vom Unternehmen KHK (Karl-Heinz Killeit) entwickelt, wurde die auf Microsoft Access basierende Office Line erstmals 1995 als „Office Line Jet“ veröffentlicht. Seit 2016 modernisiert Sage die Office Line, woraus die Sage 100 entstand.

## Geschichte
Mit der Übernahme des Unternehmens KHK 1997 durch die britische Sage-Group, wurde die Office Line in das Produktportfolio der Sage Group eingegliedert und permanent weiterentwickelt.
2008 begann Sage, das .Net-Framework von Microsoft für die Office Line zu nutzen. Diese Umstellung, vom Produktmanagement als „Evolution“ bezeichnet, führte zum neuen Produktnamen „Office Line Evolution“. In Folgeversionen, insbesondere seit 2013, wurde der Namenszusatz nicht mehr durchgängig verwendet, obwohl Sage die schrittweise Produktentwicklung weiter verfolgt hat. Jedoch ist auch 2016 die „Evolution“ nicht abgeschlossen und die Software ein Technologie-Mix aus Access, Com, .NET, Applikationsserver und Visual Basic Code.
2016 hat sich Sage entschieden, basierend auf der "Sage Office Line" die "Sage 100" neu zu entwickeln. Damit folgt Sage dem internationalen Standard, nach dem auch bereits (die auf kleine Unternehmen zielende) Sage 50 benannt wurde. Gleichzeitig soll damit die technologische Erneuerung, z. B. durch den Einsatz des AppDesigners und die weitere Ablösung von Microsoft Access durch andere Technologien zum Ausdruck gebracht werden.
Die kostenpflichtige Software Sage 100 adressiert branchenübergreifend kleine und mittlere Unternehmen von 10 bis 200 Mitarbeitern.
Die Sage-ERP-Suite, deren Bestandteil die Sage 100 ist, ist modular aufgebaut und unterstützt die meisten internen Geschäftsprozesse für die Warenwirtschaft, das Rechnungswesen, die Produktionsplanung und -steuerung, das Personalwesen, das Kundenmanagement (xRM sowie CRM).
Aktuell ist die Version 9.0 verfügbar.
2019 kündigte Sage an, die Sage 100 als native Cloud Lösung neu zu entwickeln.

## Vertriebsmodell
Der Vertrieb der Sage 100 erfolgt über die Business-Partner der Sage-Group.
Die Business-Partner sind vornehmlich IT-Systemhäuser und Bürofachhandelsunternehmen.
Als zertifizierte Vertragshändler vermarkten die Business-Partner die Produkte und Dienstleistungen der Sage-Group regional.
Unterstützt werden die Business-Partner direkt durch die Sage GmbH, durch überregional geschaltete Marketing- und PR-Maßnahmen, welche dazu dienen die Marke Sage und das Produkt Sage 100 in ihren Bekanntheitsgrad zu stärken.

## Betriebsarten
Die Sage 100 kann – je nach Versionsstand – mit verschiedenen Microsoft SQL Servern als Einzelplatz- oder Mehrplatzsystem mit bis zu 150 gleichzeitigen Client-Zugriffen installiert und genutzt werden.
Eine Einzelplatzinstallation umfasst alle Komponenten einer Sage 100-Installation, während für eine Mehrplatzinstallation einmal der Server und für jeden Arbeitsplatz der Client installiert werden muss.
Die Verwaltung von 3 Mandanten im Standard kann auf eine unbegrenzte Mandantenanzahl erweitert werden.
Die Sage 100 unterstützt die Nutzung von Terminal Services. Empfohlen werden Microsoft Anwendungen, jedoch sind auch eine Vielzahl von Citrix – basierenden Lösungen anzutreffen.
Somit wird eine Standortunabhängige Nutzung der Sage 100 möglich.
Seit 2012 wird die Sage 100 auch als Private Cloud Lösung angeboten.

## Bestandteile / Module
Die Grundversion der Sage 100 deckt bereits alle wesentlichen Geschäftsprozesse ab.
Zusätzliche Module und Funktionen lassen sich durch den modularen Aufbau der Sage 100 ohne großen Implementierungsaufwand ergänzen:
- Rechnungswesen
- Warenwirtschaft
- Produktion
- Anlagenbuchhaltung
- Webshop
- Dokumentenmanagement
- CRM
- xRM
- Branchenmodule (meist von Sage-Partnern)

## Zertifizierungen
Bei der Sage 100-Evolution handelt es sich um eine zertifizierte betriebswirtschaftliche Software-Lösung:
- Atlas-Zertifikat
- GoB-Zertifikat
- GoBD-Zertifikat
- Intrastat-Daten
- SOA
- Grundsätze zum Datenzugriff und zur Prüfbarkeit digitaler Unterlagen (GDPdU)